# V346 Большой Медведицы
V346 Большой Медведицы (лат. V346 Ursae Majoris) — одиночная переменная звезда в созвездии Большой Медведицы на расстоянии приблизительно 927 световых лет (около 284 парсеков) от Солнца. Видимая звёздная величина звезды — от +11,91m до +11,64m.

## Характеристики
V346 Большой Медведицы — вращающаяся переменная звезда типа BY Дракона (BY).